# Aberrations en optique des particules chargées
Les aberrations en optique des particules chargées sont l'équivalent des aberrations en optique photonique. L'étude des aberrations des lentilles électroniques est presque aussi vieille que le microscope électronique. Il n'y a pas de différences entre les aberrations géométriques de l'optique photonique ou de l'optique des particules chargées. L'aberration chromatique est assez proche dans les deux disciplines, mais la longueur d'onde de l'optique photonique est remplacée par la variation relative d'énergie. Du fait que l'existence de la charge électrique, certaines aberrations seront la conséquence de la répulsion coulombienne et seront appelées « aberrations de charge d'espace » pour certaines d'entre elles et « aberrations coulombiennes stochastiques » pour d'autres. 
L'optique électronique est une restriction de l'optique des particules chargées au cas des électrons. Chaque fois que la masse n'intervient pas dans la description d'une aberration, il est cependant courant de la décrire comme s'il s'agissait d'un électron.

## Historique
Les premiers calculs des coefficients d'aberration ont été effectués dès le début des années 1930 par Scherzer qui utilisait la méthode des trajectoires paraxiales et par Glaser qui a introduit la méthode de l'eikonal . Pendant les années 1930, les aberrations des lentilles circulaires sont étudiées intensivement et plusieurs auteurs aboutissent à des formules concernant les différents coefficients d'aberrations. Notamment Scherzer parvient à démontrer un théorème particulièrement intéressant  pour la résolution des microscopes électroniques: Quel que soit le dessin d'une lentille, électrostatique ou magnétique, son aberration sphérique est toujours positive. 
Dans les années 1940, des auteurs parmi lesquels on retrouve Scherzer, calculent les aberrations des quadrupoles et proposent un certain nombre de méthodes pour annuler leur aberration sphérique.
C'est à la fin des années 1940 que des auteurs commencent à s'attaquer au problème des aberrations du second ordre dans des dispositifs courbes tels que le secteur magnétique ou le secteur électrostatique: Pour les secteurs magnétiques, Hintenberger en 1948, puis Kerwin, Tasman, Boerboom et finalement Enge en 1967. Pour les secteurs électrostatiques, Ewald et Liebl en 1957, Wollnick en 1965.

## Définition canonique
Dans un très grand nombre de systèmes d'optique électronique ou ionique, il est possible de privilégier une trajectoire médiane, paramétrée en z, distance le long de la trajectoire et une tension d'accélération nominale E. La trajectoire médiane est généralement l'axe de symétrie mécanique des instruments que l'on appellera axe principal. Certaines parties de cet axe sont droites, mais d'autres parties peuvent être courbes, par exemple, dans les secteurs électrostatiques ou magnétiques utilisés dans les spectromètres de masse. On peut alors considérer n'importe quel système optique comme une fonction de transformation des trajectoires entre un plan d'entrée situé à {\displaystyle z_{i}}, où l'indice "i" signifie « input » et un plan de sortie situé à {\displaystyle z_{o}}, où l'indice "o" signifie « output ». Ces indices sont un peu malheureux, car ils entraînent une confusion avec « image » et « objet », mais c'est ainsi qu'ils sont définis dans la littérature. 
Dans un plan donné, perpendiculaire à l'axe principal, repéré par des axes OX et OY, n'importe quelle trajectoire électronique ou ionique peut être caractérisée par un vecteur  (x, y, a, b, m, e) où
- (x, y) sont les coordonnées de la particule
- (a, b) sont les angles d'ouvertures respectifs par rapport à l'axe principal OZ dans les plans ZOX et ZOY
- e=dE/E  est la différence relative entre la tension d'accélération de la particule et la tension d'accélération nominale E .
- m=dM/M est la différence relative entre la masse de la particule et la masse nominale M.

Chaque composante du vecteur de sortie peut alors s'exprimer comme une fonction des composantes du vecteur d'entrée et peut être approximé par une Série de Taylor.  
{\displaystyle x_{O}=(x/x)*x_{i}+(x/y)*y_{i}+(x/a)*a_{i}+(x/b)*b_{i}+(x/m)*m+(x/e)*e+(x/xx)*x_{i}^{2}...+(x/aa)*a_{i}^{2}+(x/ae)*a_{i}*e+....+(x/aaa)*a_{i}^{3}...}
{\displaystyle y_{O}=(y/x)*x_{i}+(y/y)*y_{i}+(y/a)*a_{i}+(y/b)*b_{i}+(y/m)*m+(y/e)*e+(y/xx)*x_{i}^{2}+(y/aa)*a_{i}^{2}+(y/ae)*a_{i}*e+....+(y/aaa)*a_{i}^{3}...}
{\displaystyle a_{O}=(a/x)*x_{i}+(a/y)*y_{i}+(a/a)*a_{i}+(a/b)*b_{i}+(a/m)*m+(a/e)*e+(a/xx)*x_{i}2...+(a/aa)*a_{i}^{2}+(a/ae)*a_{i}*e+....+(a/aaa)*a_{i}^{3}...}
{\displaystyle b_{O}=(b/x)*x_{i}+(b/y)*y_{i}+(b/a)*a_{i}+(b/b)*b_{i}+(b/m)*m+(b/e)*e+(b/xx)*x_{i}^{2}...+(b/aa)*a_{i}^{2}+(b/ae)*a_{i}*e+....+(b/aaa)*a_{i}^{3}...}
Il doit être clair que (x/ae) ou (a/x) ou y(bbb) désignent des coefficients. L'ensemble complet de ces coefficients est parfois appelé la Matrice de Transfert. Il faut comprendre que dans la mesure où on l'on connait les coefficients de chaque constituant du système, il est possible de calculer facilement les coefficients de l'ensemble du système.
On peut donner à chaque coefficient une signification physique. Par exemple (x/x) et (y/y) sont des grandissements alors que (a/x)  et (b/y) sont des inverses de distance focale. On peut aussi signaler que (x/m) est un coefficient de dispersion en masse et (x/e) un coefficient de dispersion en énergie.
Dans un certain nombre de cas particuliers, on peut démontrer que certains coefficients sont nécessairement nuls pour des raisons de symétrie. Par exemple, une lentille électrostatique pourvue d'une symétrie de révolution aura ses coefficients du second ordre (a/xx), (a/yy), (a/xy) etc. égaux à zéro.
Les termes du deuxième et du troisième ordre (et bien sûr, au-delà) sont considérés comme des effets parasites, non désirés, dans la plupart des systèmes optiques. On les appelle des « aberrations ». Certains dispositifs, par exemple des hexapoles, qui produisent un certain type d'aberrations - dans le cas des hexapoles, ce sont des aberrations du deuxième ordre, sont inclus dans des systèmes optiques en vue d'annuler des aberrations produits par d'autres dispositifs indispensables dans l'instrumentation considérée? Par exemple, les secteurs magnétiques qui sont utilisés pour leur dispersion en masse, produisent également des termes parasites (x/aa), (x/ae)…

## Dans les systèmes à symétrie de révolution

### Aberrations géométriques du troisième ordre
Dans un système à symétrie de révolution, c'est-à-dire un système constitué de lentilles électrostatiques et de lentilles magnétiques comme le sont les microscopes électroniques, il est naturel de travailler en coordonnées cylindriques en exprimant la position de la particule à l'aide de son rayon vecteur r et de son azimut {\displaystyle \phi }. On travaillera alors avec les variables complexes u et v et w définies par 
{\displaystyle \textstyle u=x_{O}+iy_{O}=r_{O}*e^{i\phi _{O}}}
{\displaystyle {\bar {u}}\ =x_{O}-iy_{O}=r_{O}*e^{-i\phi _{O}}}
{\displaystyle \textstyle w=x_{i}+iy_{i}=r_{i}*e^{i\phi _{i}}}
La symétrie de révolution conduit à éliminer les termes d'ordre pair, à commencer par le second ordre. Elle impose aussi, pour tous les termes du troisième ordre de type {\displaystyle \textstyle uuv,\ v^{2}{\bar {v}},\ {\bar {v}}^{3}}, à ne conserver que ceux dont la phase est {\displaystyle \phi }  :
{\displaystyle w=\left(\mathbf {A} +i\mathbf {A} '\right)\ v^{2}{\bar {v}}\ +\left(\mathbf {B} +i\mathbf {B} '\right)u^{2}{\bar {v}}\ +\left(\mathbf {C} +i\mathbf {C} '\right)\ u{\bar {u}}\ v+\left(\mathbf {D} +i\mathbf {D} '\right){\bar {u}}\ v^{2}+\left(\mathbf {E} +i\mathbf {E} '\right)uv{\bar {v}}\ +\left(\mathbf {F} +i\mathbf {F} '\right)u^{2}{\bar {u}}\ }
Par ailleurs,par des considérations de symétrie, et en vertu du théorème de Malus-Dupin qui impose :
{\displaystyle Im({\frac {\delta w}{\delta v}})=0}
on arrive à simplifier et à supprimer un certain nombre de termes :
{\displaystyle \mathbf {A} '=\mathbf {C} '=0}
{\displaystyle \mathbf {E} =2\mathbf {D} }
{\displaystyle \mathbf {E} '=-2\mathbf {D} '}
Ce qui conduit à une relation valide aussi bien pour les lentilles magnétiques que pour les lentilles électrostatiques
{\displaystyle w=\mathbf {A} \ v^{2}{\bar {v}}\ +\left(\mathbf {B} +i\mathbf {B} '\right)u^{2}{\bar {v}}\ +\mathbf {C} \ u{\bar {u}}\ v+\left(\mathbf {D} +i\mathbf {D} '\right){\bar {u}}\ v^{2}+2\left(\mathbf {D} -i\mathbf {D} '\right)uv{\bar {v}}\ +\left(\mathbf {F} +i\mathbf {F} '\right)u^{2}{\bar {u}}\ }
Mais dans le cas des lentilles électrostatiques, on peut mettre à profit le fait qu'aucune force ne peut amener un électron à quitter un plan méridien.
{\displaystyle \mathbf {B} '=\mathbf {D} '=\mathbf {F} '=0}
- A est connu comme le coefficient d'aberration sphérique[12]
- D est connu comme le coefficient de coma[12]
- D est connu comme le coefficient de coma anisotrope[12]
- B est connu comme le coefficient d'astigmatisme[12]
- B' est connu comme le coefficient d'astigmatisme anisotrope[12]
- C est connu comme le coefficient de courbure de champ[12] * F est connu comme le coefficient de distorsion[12]
- F' est connu comme le coefficient de distorsion anisotrope[12]

Toutes ces aberrations géométriques sont discutées ci-dessous.

### Discussion détaillée des différentes aberrations géométriques
On peut définir de façon canonique 5 types d'aberrations géométriques: l'aberration sphérique, coma, la courbure de champ, l'astigmatisme et la distorsion.

#### Aberration sphérique

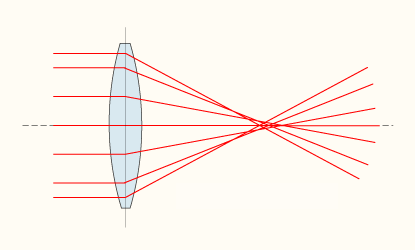
Représentation de l'aberration sphérique.

L'aberration sphérique est une aberration du troisième ordre qui traduit le fait qu'une lentille, qu'elle soit magnétique ou électrostatique, est toujours plus convergente pour les trajectoires périphériques que pour les trajectoires centrales. Le coefficient d'aberration sphérique {\displaystyle C_{s}} est défini par la relation:
{\displaystyle r_{s}=C_{s}\theta ^{3}M}
où {\displaystyle r_{s}} est la distance à l'axe, dans le plan image de Gauss de la trajectoire associé à l'angle d'ouverture {\displaystyle \theta } et M étant le grandissement du système optique considéré.
La section du faisceau n'est pas minimale au plan de Gauss, mais à un plan voisin. Dans ce plan, la section du faisceau est appelée disque de moindre confusion {\displaystyle d_{s,min}} dont on peut montrer qu'il est égal à: Pour un faisceau ayant un angle d'ouverture {\displaystyle \alpha _{0}}, le faisceau n'est pas focalisé en un point, mais en un disque dans le plan image, appelé disque de moindre confusion de diamètre minimum {\displaystyle d_{s,min}} :
{\displaystyle d_{s,min}={\frac {1}{2}}C_{s}\alpha _{0}^{3}}
{\displaystyle \alpha _{0}}, étant l'angle d'ouverture du faisceau.
Scherzer a démontré par un théorème qui porte son nom que l'aberration sphérique était toujours positive dans un système à symétrie de révolution. On a cependant imaginé à la fin des années soixante-dix de contourner le théorème se Scherzer par des systèmes qui ne sont pas à symétrie de révolution et qui nécessitent de faire passer le faisceau hors d'axe. Ces systèmes consistent en un certain nombre d'étages de multipoles. Leur réglage nécessitant des algorithmes sophistiqués, ce n'est que depuis le début des années 2000 qu'ils ont pu être intégrés dans des microscopes électroniques commercialisés.

#### Astigmatisme
L'astigmatisme a pour effet de ne pas faire converger les rayons issus d'un même point suivant leurs directions initiales. En considérant une focale {\displaystyle F_{m}} suivant le plan méridien, et l'autre {\displaystyle F_{s}} suivant le plan sagittal, on observe une différence de focale {\displaystyle \Delta f_{a}=F_{m}-F_{a}}. De cette différence résulte un cercle de moindre confusion de diamètre {\displaystyle d_{a}} donné par :
{\displaystyle d_{a}=\Delta f_{a}\alpha _{0}}
Dans le cas d'une lentille, l'origine de cette aberration vient des variations de champs dues aux inhomogénéités de la lentille ou des contaminations éventuelles sur la surface des diaphragmes et de l'échantillon. L'astigmatisme est corrigé par une paire de stigmateurs, décalés de 45°.

### Aberrations chromatiques
En pratique, le faisceau électronique n'est pas complètement monochromatique, c'est-à-dire que la longueur d'onde (ou l'énergie) varie faiblement d'un électron à l'autre. La focalisation des lentilles magnétiques dépendant fortement de l'énergie des électrons, il en résulte une succession de foyers qui sont compris entre le foyer pour les électrons les plus lents {\displaystyle F_{l}} et celui pour les plus rapides {\displaystyle F_{r}}. Cette différence {\displaystyle \Delta f_{c}=F_{l}-F_{r}} et la constante d'aberration chromatique caractérise le cercle de moindre confusion dont le diamètre {\displaystyle d_{c}} est donné par :
{\displaystyle d_{c}={\frac {1}{2}}\Delta f_{c}\alpha _{0}}
Cette aberration est dite d'ordre un, car elle est proportionnelle à l'ouverture angulaire {\displaystyle \alpha _{0}}.

## Aberrations de charge d’espace
Si le faisceau de particules chargées est très intense, les phénomènes de répulsion coulombienne internes au faisceau entre charges électriques de même signe ne sont pas négligeables et conduisent à des aberrations dites de charge d'espace qui peuvent se corriger, en première approche par une refocalisation de la lentille objectif dans la mesure où les forces de répulsion ont un aspect continu et ne dépendent que de la position d'un point considéré.
Les effets sur les trajectoires résultant de répulsion coulombienne stochastique, autrefois appelées effet Boersch, sont, elles, incorrigeables. 